# Epònim
Un epònim és un terme, nom comú o indret, que prové (coincideix o és un derivat) d'un nom propi. Per exemple, es pot dir que una empresa és «quixotesca» perquè recorda l'idealisme de Don Quixot; o que una persona pateix alzhèimer, i aquesta paraula és el cognom del seu descobridor (Alzheimer). Els epònims poden pertànyer a qualsevol categoria gramatical i són molt freqüents en ciència, on els investigadors o els seus admiradors donen el nom a allò que hi han aportat, tot i que no sempre les atribucions són autèntiques. També eren comuns en èpoques històriques, ja que, per exemple, a l'antiga Roma els anys portaven els noms dels seus cònsols a més de la data. L'eponímia es pot considerar lingüísticament un cas especial de metonímia.

## Alguns exemples d'epònims
- Nou d'Adam: del personatge bíblic Adam
- Atles (conjunt de mapes): del déu grec homònim
- Baquelita: de la substància plàstica descoberta per Leo Baekeland
- Boicot: del que va patir Charles Boycott
- Canyardo:[2] xut fort com els de Marià Cañardo i Lacasta
- Ciríl·lic: per sant Ciril
- Ebola: del riu del mateix nom.
- Plantes fúcsia (d'on deriva el color): per Leonhart Fuchs
- Bosó de Higgs: teoritzat l'any 1964, entre d'altres, per Peter Higgs
- linxar: de Charles Lynch (1736-1796), granger de Virgínia, autor de la Lynch's law 'llei de Lynch', que permetia tribunals privats que feien judicis i execucions sumàries
- Marcolfa:[3] pel nom de la muller de Bertoldo, en el recull de narracions populars italianes antigues titulat Bertòldo, Bertoldino e Cacasénno
- Còctel molotov: per Viatxeslav Mólotov, polític soviètic
- Narcís (gènere), gènere de plantes bulboses, Narcisista: pel mite de Narcís
- El Peloponès: per l'heroi grec Pèlops, mític conqueridor de la part meridional de Grècia
- Quinqué: per Antoine Quinquet (1745-1803), farmacèutic francès que perfeccionà aquest llum
- Zepelí:[4] per Ferdinand von Zeppelin, inventor d'aquesta aeronau